# Fireworks & Rollerblades
Singles
1. Ghost Town[1]
Sortie : 15 octobre 2021
2. In the Stars
Sortie : 29 avril 2022
3. Beautiful Things[2]
Sortie : 18 janvier 2024
4. Slow It Down[3]
Sortie : 22 mars 2024

Fireworks & Rollerblades est le premier album studio de l'auteur-compositeur-interprète américain Benson Boone sorti le 5 avril 2024.

## Liste des pistes
| 1.  | Intro             |                                                                                    |                                                                |  |
| 2.  | Be Someone        |                                                                                    |                                                                |  |
| 3.  | Slow It Down      | - Benson Boone - Jason Evigan - Connor McDonough - Riley McDonough - Jack LaFrantz | - Jason Evigan - Connor McDonough - Riley McDonough            |  |
| 4.  | Beautiful Things  | - Benson Boone - Jack LaFrantz - Evan Blair                                        | - Evan Blair                                                   |  |
| 5.  | Cry               |                                                                                    |                                                                |  |
| 6.  | Forever and a Day |                                                                                    |                                                                |  |
| 7.  | In the Stars      | - Benson Boone - Jason Evigan - Michael Pollack                                    | - Jason Evigan - Michael Pollack - Lionel Crasta - Jackson Rau |  |
| 8.  | Drunk in My Mind  |                                                                                    |                                                                |  |
| 9.  | My Greatest Fear  |                                                                                    |                                                                |  |
| 10. | There She Goes    |                                                                                    |                                                                |  |
| 11. | Hello Love        |                                                                                    |                                                                |  |
| 12. | Ghost Town        | - Benson Boone - JT Daly - Nolan Sipe - Tushar Apte                                | JT Daly                                                        |  |
| 13. | Love of Mine      |                                                                                    |                                                                |  |
| 14. | Friend            |                                                                                    |                                                                |  |
| 15. | What Do You Want  |                                                                                    |                                                                |  |

## Classements et certifications

### Classements hebdomadaires
| Classement (2024)                  | Meilleure place |
| ---------------------------------- | --------------- |
| Allemagne (Media Control AG)       | 20              |
| Australie (ARIA)                   | 17              |
| Autriche (Ö3 Austria Top 40)       | 7               |
| Belgique (Flandre Ultratop)        | 5               |
| Belgique (Wallonie Ultratop)       | 14              |
| Canada (Canadian Albums Chart)     | 5               |
| Danemark (Tracklisten)             | 13              |
| Écosse (OCC)                       | 21              |
| Espagne (Promusicae)               | 55              |
| États-Unis (Billboard 200)         | 6               |
| Finlande (Suomen virallinen lista) | 10              |
| France (SNEP)                      | 7               |
| Italie (FIMI)                      | 17              |
| Irlande (Irish Albums Chart)       | 15              |
| Norvège (VG-lista)                 | 1               |
| Nouvelle-Zélande (RIANZ)           | 5               |
| Pays-Bas (Mega Album Top 100)      | 2               |
| Portugal (AFP)                     | 18              |
| Royaume-Uni (UK Albums Chart)      | 16              |
| Suède (Sverigetopplistan)          | 5               |
| Suisse (Schweizer Hitparade)       | 6               |

## Certifications
| Pays                    | Certification | Unités certifiées |
| ----------------------- | ------------- | ----------------- |
| Canada (Music Canada)   | Platine       | 80 000            |
| Danemark (IFPI Danmark) | Or            | 10 000            |
| France (SNEP)           | Or            | 50 000            |
| Nouvelle-Zélande (RMNZ) | Platine       | 15 000            |
| Royaume-Uni (BPI)       | Argent        | 60 000            |

### Titres certifiés en France
- Ghost Town  Platine[27]
- In the Stars  Diamant[27]
- Beautiful Things  Diamant[27]
- Slow It Down  Or[27]